# 尼子勝久
尼子 勝久（あまご かつひさ）は、戦国時代から安土桃山時代にかけての武将。
尼子経久の曾孫、尼子義久のはとこに当たり、いとこにも当たる。尼子再興軍の総大将となった。

## 生涯
天文22年（1553年）、尼子誠久の五男として生まれる。天文23年（1554年）、祖父の尼子国久、父の誠久ら新宮党が尼子晴久によって粛清された際、小川重遠によって助けられる。後に晴久が保証人となり、京都に出て東福寺の僧となった。
永禄9年（1566年）、尼子義久の代に、毛利元就の侵攻を受けて尼子氏は滅亡するが、永禄11年（1568年）、尼子家の再興を図る山中幸盛・立原久綱らに擁立されて還俗し、隠岐国で機会を窺うこととなる。
永禄12年（1569年）に隠岐から出雲国に入ると、尼子氏の旧臣の支援を得て出雲新山城に入城。月山富田城奪還を目論むが、毛利元秋や天野隆重の奮戦により攻略は失敗に終わる。永禄13年（1570年）2月、布部山の戦いで毛利軍と戦って敗北を喫し、京都へ逃れた。天正2年（1574年）、因幡国の山名豊国の支援を得て今度は因幡からの出雲侵攻を企てるがこれも失敗に終わった。
その後は織田信長の傘下に入り、羽柴秀吉の中国方面軍に付けられ、天正5年（1577年）には宇喜多直家の支城である播磨国上月城を攻略した際にその守備を命じられた。天正6年（1578年）、毛利氏は宇喜多氏と共に総勢3万で上月城に迫った。秀吉は信長の命により別所長治が籠る三木城攻略に専念することとなり（三木合戦）、近侍させていた亀井茲矩を使者として勝久らに上月城からの撤退を要請した。
しかし勝久らはこれに従わず籠城、毛利氏の攻撃に遭いついには降伏する（上月城の戦い）。勝久は嫡男・豊若丸、兄弟の氏久、重臣の神西元通らと共に自害した。享年26。
一方、山中幸盛は捕虜となり移送される途中に斬殺された。これにより大名としての尼子氏再興運動は潰えることとなる。
なおその後の再興運動の残党軍は、尼子氏一門格亀井氏を継ぐ亀井茲矩に率いられる形となり、秀吉麾下にて鳥取攻略・朝鮮出兵参陣と軍功を重ね、因幡国鹿野を、その後転封を経て長州の毛利氏に隣接する石見国津和野を拝領、津和野藩（4万3000石）として幕末まで続いた。

## 伝承
この時代の山陰山陽地方の興亡を記した軍記物語『陰徳太平記』には、勝久が毛利方に降伏したとき、山中幸盛はじめ自身のために捕虜となってくれた家臣に対して、別れの言葉を送るくだりがある。法衣をまとって一生を送るはずだったその身を一度は尼子の大将にしてくれたことに感謝し、今後は命を大切にして長生きするよう述べるもので、勝久の真摯な姿勢を描くここが同書の一つの山場となっている。
ただし実際には、その場にいた者はいずれも自害するかまたは降伏直後に謀殺されてしまっているので、著者の香川正矩がこの経緯をどのようにして取材したのか（あるいは単に創作したのか）という点については、臆測の域を出るものではない。

## 碑・供養塔
- 尼子勝久公之碑（島根県松江市真山城址）
- 尼子勝久公四百年遠忌追悼之碑（兵庫県佐用町上月城址麓）

## 登場作品
- 軍師官兵衛（2014年、演：須田邦裕）
- 戦国疾風伝 二人の軍師 秀吉に天下を獲らせた男たち（2011年、演：丸山敦史）
- 秀吉（1996年、演：高場隆義）